# FLNC des anonymes
Le FLNC des anonymes était un groupe armé composé d'une vingtaine de membres luttant pour l'indépendance de la Corse entre 2001 et 2002. Il ne donna ni sigle, ni identité pour ses premiers attentats. Il est considéré comme un faux-nez du FLNC Union des combattants.

## Arrestations
En mai 2002 14 membres de l'organisation dont son chef Antoine Marchini sont condamnés à entre 12 et 1 an de réclusion criminelle.

## Liste des attentats
- 6 juillet 2001 : contre une caserne de CRS en construction à Furiani ;
- 23 juillet 2001 : contre une caserne de gendarmerie mobile à Borgo, 14 blessés ;
- 12 octobre 2001 : contre une trésorerie générale en construction à Borgo ;
- 21 octobre 2001 : une tentative d'attentat à l'explosif à Vescovato contre la maison d'un inspecteur des impôts, découverte à temps par la gendarmerie ;
- 6 novembre 2001 : contre la caserne de gendarmerie mobile de Borgo par mitraillage ;
- 3 novembre 2001 : une tentative d'attentat à l'explosif contre la caserne de gendarmerie mobile " Sainte Catalina " de Calvi ;
- 23 décembre 2001 : une tentative d'attentat à l'explosif découverte par les gendarmes contre la caserne Tamariccia de Calvi ;
- 3 février 2002 : contre deux villas en construction  appartenant à des officiers de gendarmerie à Ventiseri ;
- 8 février 2002 : contre une villa à Lumio, plusieurs gendarmes blessés ;
- 12 février 2002 : contre la vedette des douanes dans le vieux port de Bastia ;
- 24 février 2002 : contre un cabinet de kinésithérapeute et contre une villa en construction à Porto-Vecchio ;
- 20 février 2002 : contre la villa ayant appartenu quelques années à la famille royale de Belgique, sur la plage de Palombaggia ;
- 5 avril 2002 : une charge explosive d'environ 300 grammes est lancée par-dessus le mur de la caserne Bacchiochi ;
- 6 avril 2002 : un attentat détruit plusieurs bungalows du Club Méditerranée " Santa Ambroggio " de Lumio en Balagne ;
- 15 juillet 2002 : tentative d'attentat contre la Trésorerie principale d'Ajaccio ;
- 18 juillet 2002 : attentat contre la caserne de CRS en construction de Furiani dans l'agglomération de Bastia ;
- 6 août 2002 : attentat à l'explosif contre les locaux de l'Insee ;
- 29 août 2002 : tentative d'attentat au tribunal d'instance de Corte.

## Assassinats
- Stéphane Leca, ancien militant du FLNC des anonymes, est assassiné à Moriani (Haute-Corse) le 17 octobre 2020[3]